# Geert Reuten

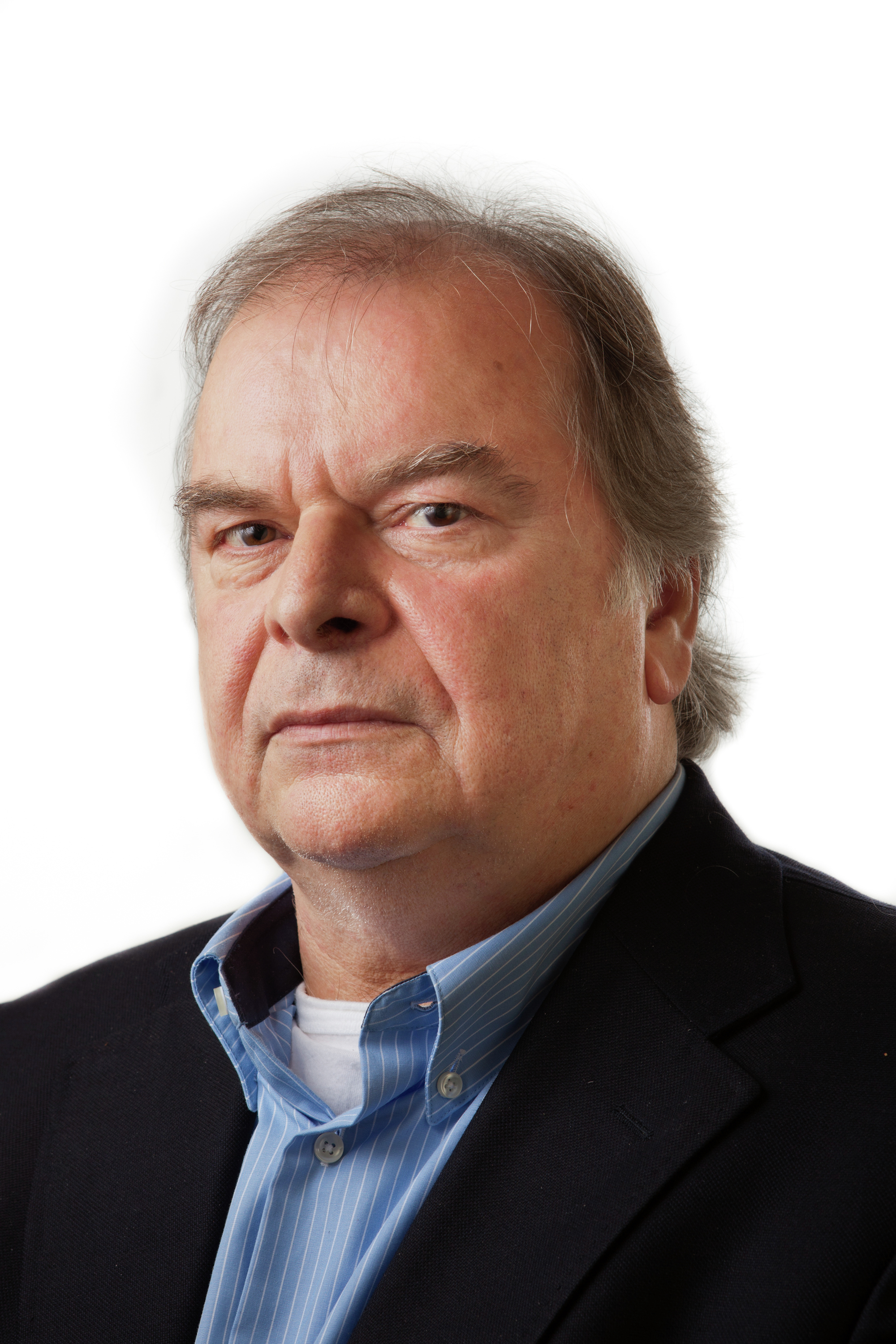
Geert Reuten (2012)

Geert Reuten, mit vollem Namen Thaddeus Antonius Gerardus Maria Reuten (* 16. April 1946 in Heerlen; † 29. Juli 2025 in Westhoek (Friesland)), war ein niederländischer Politiker und Wirtschaftswissenschaftler.

## Leben
Reuten studierte Wirtschaftswissenschaften an der Erasmus-Universität Rotterdam und am Birkbeck College der Universität London. Seit 1977 lehrte er Wirtschaftswissenschaften an der Universität von Amsterdam. 2003 trat Reuten der Socialistische Partij bei, für die er von 2007 bis 2015 Abgeordneter in der Ersten Kammer der Generalstaaten war, ein zweites Mal von 2018 bis 2019. Er galt als Fachmann zu Karl Marx, zu dem er mehrere Bücher veröffentlichte, und Georg Wilhelm Friedrich Hegel, außerdem beschäftigte er sich politisch wie wissenschaftlich mit Wirtschaftspolitik, insbesondere in Europa. Er war auch aktiv im Netzwerk ATTAC. Reuten war Mitglied im wissenschaftlichen Beirat der Zeitschrift Historical Materialism. Die Schauspielerin Thekla Reuten war eine Nichte, der Politiker Thijs Reuten ein Neffe.
Reuten starb am 29. Juli 2025 in Westhoek im Alter von 79 Jahren infolge einer Krebserkrankung.

## Veröffentlichungen (Auswahl)
- mit Michael Williams: Value-Form and the State - The Tendencies of Accumulation and the Determination of Economic Policy in Capitalist Society. London, New York 1989.
- The unity of the capitalist economy and state. A systematic-dialectical exposition of the capitalist system, Brill, Leiden 2019 (Open Access als PDF).
- Design of a Worker Cooperatives Society. An Alternative Beyond Capitalism and Socialism, and the Transition Towards ItBrill, Leiden 2023 (Open Access als PDF).
- Essays on Marx’s Capital. Summaries, Appreciations and Reconstructions, Brill, Leiden 2024, ISBN (Open Access als PDF).